# Poecilodryas superciliosa
La petroica cejuda (Poecilodryas superciliosa) es una especie de ave paseriforme de la familia Petroicidae endémica del noreste de Queensland, Australia.